# Крайка (гурт)
Крайка (пол. Krajka) — співочий колектив, заснований у 2011 році при Українському «Народному домі» в Перемишлі. Художній керівник — Тетяна Наконечна (пол. Tatiana Nakonieczna).

## Історія
Гурт «Крайка» виник у листопаді 2011 року при Українському «Народному домі» в Перемишлі. Його учасниками стала молодь з української гімназії та ліцею Комплексу шкіл імені Маркіяна Шашкевича. Ініціаторами створення гурту були самі учасники, які цікавились традицією багатоголосого співу. Окрім регулярних занять із художнім керівником Тетяною Наконечною, учасники гурту навчалися співу на майстер-класах в Євгена Єфремова (керівника гурту «Древо»), Тетяни Сопілки, Юрія Пастушенка. З 2015 року гурт займається реконструкцією музики свого регіону - надсяння. Співпрацюючи з музикантами-дослідниками інструментального фольклору виконує музику перемиського Надсяння, любачівщини, бойківщини та лемківщини. До цих пір гурт спільно з капелою Сергія Охрімчука записав три диски. . .

### Учасники гурту
| - Оля Стець (пол. Aleksandra Steć) - Марина Леськів (пол. Maryna Leskiw) - Дарина Пульковська (пол. Daria Pulkowska) | - Таня Гарасим (пол. Tania Harasym) - Ярек Цікуй (пол. Jarek Cikuj) - Максим Наконечний (пол. Maksym Nakonieczny) |

## Дискографія
- 2015  - "Крайка в гостях - від Сяну до Дону" (пол.Krajka w gościach - od Sanu do Donu)
- 2017 - "Крайка в дому" (пол. Krajka w domu)
- 2019 - "Бувайте здорові" (пол. Bywajcie zdrowi)